# (388188) 2006 DP14
(388188) 2006 DP14 es un asteroide que forma parte de los asteroides Apolo, descubierto el 23 de febrero de 2006 por el equipo del Lincoln Near-Earth Asteroid Research desde el Laboratorio Lincoln, Socorro, Nuevo México.

## Designación y nombre
Designado provisionalmente como 2006 DP14.

## Características orbitales
2006 DP14 está situado a una distancia media del Sol de 1,365 ua, pudiendo alejarse hasta 2,426 ua y acercarse hasta 0,3052 ua. Su excentricidad es 0,776 y la inclinación orbital 11,78 grados. Emplea 582,925 días en completar una órbita alrededor del Sol.

## Características físicas
La magnitud absoluta de 2006 DP14 es 18,9.